# Giovanni II Participazio
Giovanni Partecipazio (Giovanni Badoer) est le 15e doge de Venise, de 881 à 887.

## Biographie
Giovanni Partecipazio est le fils et corégent du prédécesseur Orso I Participazio et il devient automatiquement doge à la mort de ce dernier.
Il nomme beaucoup de ses fils et frères comme corégents pour établir une succession dynastique mais ils meurent tous avant lui. Il pratique le népotisme et soigne plus ses intérêts que ceux de la collectivité.
Il cherche à obtenir pour son frère Badoario le gouvernement de Comacchio, et pour cela il l’envoie chez le pape Adrien III. Marino comte de Comacchio le capture et le renvoie à Venise mais Badoario meurt; en représailles Giovanni II Partecipazio conquiert et dévaste Comacchio mais ne conserve pas la ville car elle fait partie des possessions pontificales.
Il associe à la régence son frère Pietro qui meurt et son autre frère Orso qui refuse l’offre alors que Giovanni tombe malade gravement. L'Assemblée des Vénitiens élit alors un nouveau doge (887) et Giovanni II Partecipazio se retire.
Giovanni II Partecipazio est réélu doge à la mort de son successeur, mais il abdique définitivement peu de mois après toujours en raison de son état de santé. Le lieu de sa sépulture est inconnu.